# Temur Mustafin
Bản mẫu:Eastern Slavic name
Temur Ildarovich Mustafin (tiếng Nga: Темур Ильдарович Мустафин; sinh ngày 15 tháng 4 năm 1995) là một cầu thủ bóng đá người Nga thi đấu cho FC Fakel Voronezh.

## Sự nghiệp câu lạc bộ
Anh ra mắt chuyên nghiệp tại Giải bóng đá chuyên nghiệp quốc gia Nga cho FC Avangard Kursk vào ngày 4 tháng 9 năm 2014 trong trận đấu với FC Kaluga.